# BlackArch
BlackArch è una distribuzione GNU/Linux per il penetration testing, derivata da Arch Linux, che fornisce un gran numero di strumenti di sicurezza . Il repository contiene più di 2900 strumenti che possono essere installati singolarmente o in gruppi.  È possibile installare BlackArch su un'installazione di Arch Linux esistente.

## Panoramica
Per quanto concerne il suo funzionamento, BlackArch, è simile a Parrot OS o a Kali Linux con la grande differenza che si basa su Arch Linux anziché su Debian.
Nella sua versione "Slim ISO", BlackArch, mette a disposizione solo l'ambiente desktop Xfce mentre nella sua versione "Full ISO" vengono messi a disposizione più Window Manager preconfigurati.
Scaricando la ISO è possibile farlo funzionare come sistema live  ma può anche essere installato su qualsiasi installazione Arch Linux attraverso gli appositi repository.

## Pacchetti disponibili
I repository BlackArch contengono più di 2900 pacchetti e strumenti (e relative dipendendenze). Il progetto è sviluppato da un piccolo numero di specialisti e ricercatori in sicurezza informatica che aggiungono mano a mano nuovi pacchetti e strumenti.
Numero di strumenti suddivisi per categoria presenti in BlackArch (data del conteggio - 15 aprile 2024):
1. blackarch-anti-forensic: 2 [6]
2. blackarch-automation: 109 [7]
3. blackarch-automobile: 3 [8]
4. blackarch-backdoor: 47 [9]
5. blackarch-binary: 71 [10]
6. blackarch-bluetooth: 25 [11]
7. blackarch-code-audit: 34 [12]
8. blackarch-cracker: 169 [13]
9. blackarch-crypto: 81 [14]
10. blackarch-database: 5 [15]
11. blackarch-debugger: 15 [16]
12. blackarch-decompiler: 17 [17]
13. blackarch-defensive: 46 [18]
14. blackarch-disassembler: 20 [19]
15. blackarch-dos: 30 [20]
16. blackarch-drone: 4 [21]
17. blackarch-exploitation: 186 [22]
18. blackarch-fingerprint: 30 [23]
19. blackarch-firmware: 4 [24]
20. blackarch-forensic: 129 [25]
21. blackarch-fuzzer: 85 [26]
22. blackarch-hardware: 6 [27]
23. blackarch-honeypot: 16 [28]
24. blackarch-ids: 1 [29]
25. blackarch-keylogger: 3 [30]
26. blackarch-malware: 34 [31]
27. blackarch-misc: 144 [32]
28. blackarch-mobile: 43 [33]
29. blackarch-networking: 170 [34]
30. blackarch-nfc: 1 [35]
31. blackarch-packer: 2 [36]
32. blackarch-proxy: 38 [37]
33. blackarch-radio: 15 [38]
34. blackarch-recon: 38 [39]
35. blackarch-reversing: 42 [40]
36. blackarch-scanner: 313 [41]
37. blackarch-sniffer: 46 [42]
38. blackarch-social: 59 [43]
39. blackarch-spoof: 17 [44]
40. blackarch-stego: 13 [45]
41. blackarch-tunnel: 27 [46]
42. blackarch-voip: 22 [47]
43. blackarch-webapp: 310 [48]
44. blackarch-windows: 134 [49]
45. blackarch-wireless: 81 [50]
46. Strumenti non categorizzati: 3; didier-stevens-suite, python-search-engine-parser, python-yara-rednaga